# تاکه نو گوشو
تاکه نو گوشو (به ژاپنی: 竹御所); زمان تولد ۱۲۰۲ – ۲۳ اوت ۱۲۳۴) دختر ارشد دومین شوگون از شوگون‌سالاری کاماکورا، میناموتو نو یوری‌ایه اهل ژاپن بود. مادر وی با برادرش میناموتو نو ایچیمان یکسان بود اما با سه برادر دیگرش ایجیتسو، کوگیو و همچنین زنگیو یکسان نبود.
در سن ۲۸ سالگی به ازدواج شوگون چهارم کوجو یوریتسونه که در آن زمان ۱۴ سال داشت درآمد.